# Kneja (obchtina)
Kneja (bulgare : Кнежа) est une obchtina de l'oblast de Pleven en Bulgarie.